# 蟹守笋螺
蟹守笋螺（学名：Terebra cerithina），是新腹足目笋螺科笋螺属的一种。主要分布于印度尼西亚、中国大陆、台湾，常栖息在浅海砂底、浅海到水深110米。